# 高山豌豆蚬
高山豌豆蚬（学名：Euglesa casertana）是豌豆蚬属的一种，舊屬帘蛤目豌豆蚬科，今屬泥蜆科的Euglesa屬，是一種生活於高山淡水的雙殼綱軟體動物。

## 型態特徵
相比台灣豌豆蜆的淺灰色，本物種的顏色呈禾桿的黃色，而且外型較長。

## 分佈
常栖息在温寒带平地的水池中，但在热带地区亦出现于高山上天然水池的泥沙底。
本物種亦見於台灣海拔超過2000公尺的高山水池，估計是過往透過陸橋從大陸擴散過來。